# مارغريت شيلبي
مارغريت شيلبي (بالإنجليزية: Margaret Shelby)‏ هي ممثلة أمريكية، ولدت في 16 يونيو 1900 في سان أنطونيو في الولايات المتحدة، وتوفيت في 21 ديسمبر 1939 في لوس أنجلوس في الولايات المتحدة بسبب مرض.

## وصلات خارجية
- مارغريت شيلبي على موقع IMDb (الإنجليزية)
- مارغريت شيلبي على موقع أول موفي (الإنجليزية)
- مارغريت شيلبي على موقع قاعدة بيانات الأفلام السويدية (السويدية)
- مارغريت شيلبي على موقع كينوبويسك (الروسية)